# Son Sann
Son Sann (1911–2000) był kambodżańskim politykiem i przywódcą antykomunistycznym, który pełnił funkcję premiera Kambodży od 1 maja 1967 do 31 stycznia 1968. Doszedł do władzy po dymisji Lon Nola w wyniku powstania Czerwonych Khmerów w prowincji Battambang, co było preludium do późniejszej wojny domowej. Kruchy rząd Son Sanna musiał stawiać czoła powstaniom i małym buntom wszczynanym przez Czerwonych Khmerów, aż do 17 stycznia 1968 r., kiedy to komunistyczni partyzanci rozpoczęli swoją pierwszą ofensywę na dużą skalę (po niepowodzeniu pierwszego powstania w marcu 1967 r.), formalnie rozpoczynając wojnę domową w Kambodży, która zakończyła się w 1975 r. i doprowadziła do ustanowienia totalitarnej dyktatury Pol Pota. Nie mogąc kontrolować partyzantów, Son Sann został zastąpiony 31 stycznia przez Penn Noutha.
Został zmuszony do wygnania w 1970 r. po zamachu stanu w pałacu Lon Nola, więc nie było go w kraju, gdy Czerwoni Khmerzy zwyciężyli, ani gdy zostali obaleni w 1979 r. Po upadku drugiego reżimu socjalistycznego w 1992 r. Son Sann założył Buddyjską Liberalno-Demokratyczną Partię, z którą wziął udział w pierwszych wolnych wyborach w kraju w 1993 r. Zajął trzecie miejsce z 10 miejscami, ale był częścią późniejszego rządu koalicyjnego, pełniąc funkcję przewodniczącego Zgromadzenia Narodowego. Po zamachu stanu Huna Sena w 1997 r. Son Sann udał się na wygnanie do Francji, gdzie zmarł na niewydolność serca w grudniu 2000 r.
Syn Sann ukończył HEC Paris.